# Limite inductive
En mathématiques, et plus particulièrement en théorie des catégories et en algèbre universelle, la notion de limite inductive généralise à des structures la notion classique de limite issue de l'analyse.

## Avant-propos
La limite inductive est un cas particulier de colimite en théorie des catégories. Comme sa duale, la limite projective, elle est conceptuellement très proche de la notion de limite rencontrée en analyse et coïncide avec elle dans certains cas.  
Un premier point clef est la notion de passage à la limite. Une limite de nombres réels positifs est positive. La limite de la racine carrée est égale à la racine carrée de la limite. De manière analogue[réf. nécessaire], en algèbre, on va chercher quelles sont les propriétés qui passent à la limite (inductive, projective ou autre). Ces propriétés ne seront pas des fonctions comme en analyse, mais des foncteurs. Ainsi, un foncteur covariant compatible avec la limite inductive fera en sorte que la limite inductive des images soit égale à l'image de la limite inductive. (Si le foncteur est contravariant, il transformera une limite inductive en limite projective.)
Par exemple, dans la catégorie des modules sur un anneau commutatif A, la limite inductive existe toujours et elle est compatible avec le noyau, l'image et le conoyau. Par contre, la limite projective est compatible avec le noyau, mais pas avec l'image. 
Certaines structures se construisent naturellement par passage à la limite.
Pour une extension algébrique infinie, le groupe de Galois peut se définir par limite projective. On obtient ainsi un groupe profini.
Un deuxième point clef est la notion de densité. Tout nombre réel est limite de nombres rationnels, et même de nombres décimaux (ce qui est la base de la manipulation des nombres à l'aide des calculatrices). Toute fonction continue définie sur un segment est limite uniforme de fonctions polynomiales, et même de fonctions en escalier. Ce résultat permet par exemple une démonstration rapide du théorème de Riemann-Lebesgue. On démontre d'abord le résultat pour les fonctions en escaliers et on passe ensuite à la limite. C'est cet état d'esprit que l'on cherche à reproduire en algèbre grâce aux limites inductives[réf. nécessaire]. Au lieu de démontrer directement un résultat, on commence par le démontrer sur des objets simples, puis on passe à la limite inductive. On peut remarquer par exemple que tout espace vectoriel est limite inductive d'espaces vectoriels de dimension finie.

## Remarque historique
La notion de limite inductive a été introduite en 1931 par Lev Pontriaguine pour établir l'isomorphisme des quotients par leur sous-groupe de torsion des groupes d'homologie {\displaystyle H_{p}(X;\mathbb {Z} /m\mathbb {Z} )} et {\displaystyle H_{n-p-1}(\mathbb {R} ^{n}-X;\mathbb {Z} /m\mathbb {Z} )} (groupes de Betti à valeurs dans {\displaystyle \mathbb {Z} /m\mathbb {Z} } ; pour {\displaystyle m=0} un groupe de Betti a pour rang le nombre de Betti correspondant, à savoir son rang) où X est un sous-ensemble compact quelconque de {\displaystyle \mathbb {R} ^{n}}. Les groupes {\displaystyle H_{n-p-1}(\mathbb {R} ^{n}-N(T_{j});\mathbb {Z} /m\mathbb {Z} )}, où {\displaystyle (N(T_{j}))} est une suite décroissante de complexes simpliciaux compacts d'intersection égale à X, forment un système direct de groupes abéliens, dont {\displaystyle H_{n-p-1}(\mathbb {R} ^{n}-X;\mathbb {Z} /m\mathbb {Z} )} est le « groupe limite » (« Limesgruppe ») (c'est-à-dire la limite inductive). Pontriaguine a défini de façon tout à fait générale, et comme on le fait aujourd'hui, la limite inductive d'un système direct de groupes (non nécessairement abéliens). Le résultat escompté provient du fait que les applications 
{\displaystyle H_{p}(N(T_{j+1});\mathbb {Z} /m\mathbb {Z} )\rightarrow H_{p}(N(T_{j});\mathbb {Z} /m\mathbb {Z} )},  {\displaystyle H_{n-p-1}(\mathbb {R} ^{n}-N(T_{j});\mathbb {Z} /m\mathbb {Z} )\rightarrow H_{n-p-1}(R^{n}-N(T_{j+1});\mathbb {Z} /m\mathbb {Z} )}
sont transposées l'une de l'autre. La suite des {\displaystyle H_{p}(N(T_{j});\mathbb {Z} /m\mathbb {Z} )} forme un système inverse dont la limite (projective) est {\displaystyle H_{p}(X;\mathbb {Z} /m\mathbb {Z} )} ; néanmoins, Pontriaguine a manqué la notion de limite projective, entrevue par Eduard Čech l'année suivante (1932) indépendamment du travail de Pontriaguine ; mais la définition précise de la limite projective d'un système inverse d'espaces topologiques n'a été donnée qu'en 1936 par Norman Steenrod,. La formulation des limites projectives (resp. inductives) de groupes, ou de groupes topologiques, ou d'espaces topologiques, etc. en tant que foncteurs entre la catégorie des systèmes directs (resp. inverses) et la catégorie concrète des groupes, ou des groupes topologiques, ou des espaces topologiques, etc., a été réalisée en 1945 par Samuel Eilenberg et Saunders Mac Lane ; ces notions et leurs relations ont été formulées de manière complètement générale et étudiées en détail par Daniel Kan en 1958.

## Ensemble ordonné filtrant
Soit {\displaystyle (I,\leq )} un ensemble ordonné (partiellement ordonné en général). On dit que {\displaystyle (I,\leq )} est un ensemble ordonné filtrant si
On dit qu'un ensemble est filtrant à gauche lorsque l'ordre opposé est filtrant. Dans un tel cas, on conservera le vocabulaire mais il correspondra à l'ordre opposé. Dans la pratique, cela n'engendre pas de confusion, c'est même plutôt pratique. Un ensemble filtrant I est une catégorie dont les objets sont les éléments de I et les morphismes sont les couples {\displaystyle (j,i),i\leq j} (de source i et de but j).

## Système inductif
Soit {\displaystyle (I,\leq )} un ensemble ordonné filtrant. Soit {\displaystyle {\mathcal {C}}} une catégorie. On appelle système inductif {\displaystyle {\mathfrak {D}}} d'objets de {\displaystyle {\mathcal {C}}} indexés par I un foncteur (covariant) de I dans {\displaystyle {\mathcal {C}}}, la donnée d'une famille {\displaystyle (E_{i})_{i\in I}} d'objets de {\displaystyle {\mathcal {C}}} et de morphismes {\displaystyle f_{i}^{j}:E_{i}\to E_{j}} pour chaque couple d'indices {\displaystyle (i,j)\in I^{2}} tel que {\displaystyle i\leq j}, le tout vérifiant :
- {\displaystyle \forall i\in I,f_{i}^{i}=Id_{E_{i}}} ;
- {\displaystyle \forall (i,j,k)\in I^{3},\ i\leq j\leq k\Rightarrow f_{j}^{k}\circ f_{i}^{j}=f_{i}^{k}}.

Ce foncteur est défini par {\displaystyle {\mathfrak {D}}(i)=E_{i}} et {\displaystyle {\mathfrak {D}}((i,j))=f_{i}^{j}}.

## Propriété universelle de la limite inductive
Soit (Xi, fij) un système inductif dans une catégorie {\displaystyle {\mathcal {C}}}. La limite inductive X, lorsqu'elle existe, est un objet de la catégorie {\displaystyle {\mathcal {C}}} muni de flèches {\displaystyle \phi _{i}} de Xi à valeurs dans X vérifiant les relations de compatibilité {\displaystyle \phi _{i}=\phi _{j}\circ f_{ij}} pour tous {\displaystyle i\leq j}. De plus, la donnée {\displaystyle (X,\phi _{i})} doit être universelle : pour tout autre objet Y muni d'une famille de flèches ψi vérifiant des compatibilités analogues, il existe une unique flèche u : X → Y telle que le diagramme :
soit commutatif pour tous i ≤ j. La limite inductive est notée : {\displaystyle X=\varinjlim X_{i}}. On parlera de limite inductive des Xi suivant les morphismes de transition fij, ou par abus de langage, de limite suivant I, voir tout simplement de limite inductive des Xi.
Comme pour toute propriété universelle, lorsqu'elle existe, la limite inductive est unique, à isomorphisme unique près.
Autrement dit, la limite inductive représente le foncteur qui à un objet Y de la catégorie {\displaystyle {\mathcal {C}}} associe l'ensemble {\displaystyle \varprojlim Hom(X_{i},Y)}.

## Construction de la limite inductive
La limite inductive existe dans la plupart des catégories usuelles (notamment les magmas, monoïdes, groupes, groupes abéliens, anneaux, A-modules, K-espaces vectoriels, espaces topologiques, etc.). On peut la construire à partir de la limite inductive de la famille d'ensembles sous-jacents. Elle commute donc avec le foncteur d'oubli.
De façon plus générale, dans une catégorie quelconque, sa construction est duale de celle de limite projective. On construit la limite projective à l'aide de deux processus, celui de produit et celui de noyau. On construit la limite inductive à partir des deux notions duales de somme et de conoyau.

## Limite inductive d'ensembles
Soit (Ei, fij) un système inductif d'ensembles. On obtient la limite inductive comme ensemble quotient de l'union disjointe {\displaystyle \sqcup _{i\in I}E_{i}} par la relation d'équivalence :
{\displaystyle (i,x)\sim (j,y)\Leftrightarrow \exists k\in I,i\leq k,\ j\leq k\ et\ f_{i}^{k}(x)=f_{j}^{k}(y)}
Notons {\displaystyle E_{\infty }} l'ensemble quotient. Pour définir {\displaystyle \phi _{i}:E_{i}\to E_{\infty }}, on prend comme {\displaystyle \phi _{i}(x)} la classe de {\displaystyle (i,x)}.

## Limite inductive d'espaces topologiques
Soit (Ei, fij) un système inductif d'espaces topologiques. Dans la construction précédente, on munit successivement la réunion disjointe des ensembles sous-jacents de la topologie finale, puis l'ensemble quotient, de la topologie quotient (ou plus directement : on munit la limite inductive ensembliste de la topologie finale).

## Limite inductive de magmas
Soit (Ei, fij) un système inductif de magmas. Chaque ensemble {\displaystyle E_{i}} est muni d'une loi de composition interne {\displaystyle *_{i}} et chaque application {\displaystyle f_{i}^{j}} est un morphisme. On commence par construire la limite inductive  des ensembles
{\displaystyle E_{i}}. Il existe alors une unique structure de magma sur {\displaystyle E_{\infty }} telle que les applications canoniques {\displaystyle \phi _{i}} soient des morphismes.
On construit cette loi de la façon suivante. Soit {\displaystyle (i,x)} et {\displaystyle (j,y)} deux représentants de deux éléments de {\displaystyle E_{\infty }}. Il existe {\displaystyle k\in I} tel que {\displaystyle i\leq k} et {\displaystyle j\leq k}. Dans {\displaystyle E_{\infty }}, on a {\displaystyle (i,x)=(k,f_{i}^{k}(x))} et {\displaystyle (j,y)=(k,f_{j}^{k}(y))}. On pose alors {\displaystyle (i,x)*(j,y)=(k,f_{i}^{k}(x)*_{k}f_{j}^{k}(y))}, le résultat obtenu ne dépend bien sûr pas du choix de {\displaystyle k}.

### Propriétés
- Si chaque loi {\displaystyle *_{i}} est commutative, alors la loi * est commutative.
- Si chaque loi {\displaystyle *_{i}} est associative, alors la loi * est associative.
- Si chaque loi {\displaystyle *_{i}} possède un élément neutre {\displaystyle e_{i}} et si chaque morphisme {\displaystyle f_{i}^{j}} vérifie {\displaystyle f_{i}^{j}(e_{i})=e_{j}}, alors * possède un neutre e (de plus, pour chaque i, on a  {\displaystyle \phi _{i}(e_{i})=e}).
- Si chaque {\displaystyle E_{i}} possède une structure de groupe, {\displaystyle E_{\infty }} est un groupe.

## Limite inductive d'anneaux
De façon analogue, si chaque ensemble {\displaystyle E_{i}} est muni de deux lois {\displaystyle +_{i}} et {\displaystyle *_{i}}, la limite inductive {\displaystyle E_{\infty }} est munie de deux lois {\displaystyle +} et {\displaystyle *}. Si chaque loi {\displaystyle *_{i}} est distributive par rapport à {\displaystyle +_{i}}, alors {\displaystyle *} est distributive est par rapport à {\displaystyle +}.
Ce procédé permet ainsi de construire une limite inductive d'anneau.
- Si chaque anneau {\displaystyle E_{i}} est intègre, il en est de même de {\displaystyle E_{\infty }}.
- Si chaque anneau {\displaystyle E_{i}} est un corps, il en est de même de {\displaystyle E_{\infty }}.

## Limite inductive de modules
Soit A un anneau commutatif et (Ei, fij) un système inductif de A-modules. On peut munir la limite inductive {\displaystyle E_{\infty }} des ensembles sous-jacents d'une structure de A-module de sorte que les applications {\displaystyle \phi _{i}} soient linéaires. Une telle structure est unique et se construit de la même façon que pour les magmas.

## Exemples
- Si l'ensemble filtrant I possède un plus grand élément {\displaystyle \omega } (par exemple si I est fini et non vide), la limite inductive de tout système inductif {\displaystyle (E_{i},f_{i}^{j})} est égale à {\displaystyle E_{\omega }}.
- La limite inductive du système indexé par l'ensemble vide est l'objet initial.
- Soit E un ensemble et {\displaystyle (E_{n})} une suite croissante de sous-ensembles de E, avec les injections canoniques. La limite inductive de la suite {\displaystyle (E_{n})} s'identifie à la réunion de ces ensembles.
- Soit p un nombre premier. Pour tout n soit Un le groupe cyclique des racines pn-ièmes de l'unité dans un corps algébriquement clos. On considère les inclusions comme morphismes de transition. La limite inductive de ce système est alors le groupe infini constitué de toutes les racines p-primaires de l'unité (voir Groupe de Prüfer).
- Soit p un nombre premier. Pour tout entier n non nul, soit {\displaystyle \mathbb {K} _{n}} le corps fini {\displaystyle \mathbb {F} _{p^{n}}} ayant {\displaystyle p^{n}} éléments. On ordonne l'ensemble {\displaystyle \mathbb {N} ^{\star }} par la relation de divisibilité. Alors la clôture algébrique de {\displaystyle \mathbb {F} _{p}=\mathbb {Z} /p\mathbb {Z} } est la limite inductive des {\displaystyle \mathbb {K} _{n}}.
- Soit E un espace topologique et a un point de E, le germe en a des fonctions de E dans {\displaystyle \mathbb {R} } est la limite inductive des ensembles {\displaystyle C(U,\mathbb {R} )} des applications continues d'un voisinage quelconque U de a, les voisinages étant ordonnés par l'inclusion (filtrante à gauche, ce qui inverse le sens des flèches) : pour {\displaystyle V\subset U}, on va de {\displaystyle C(U,\mathbb {R} )} dans {\displaystyle C(V,\mathbb {R} )} par restriction.

## Sources
- Régine et Adrien Douady, Algèbre et théories galoisiennes [détail des éditions]
- N. Bourbaki, Algèbre, chapitres 1 à 3